# خافيير لوبيز (عسكري)
خافيير لوبيز (بالإسبانية: Javier López)‏ هو ضابط أرجنتيني، ولد في 1794 في Monteros ‏ في الأرجنتين، وتوفي في 24 يناير 1836 في سان ميغيل دي توكومان في الأرجنتين بسبب إعدام رميا بالرصاص.